# TV7 Benevento
TV7 Benevento è un'emittente televisiva regionale campana.

## Storia
Fondata nel 1984 dall'attuale direttore responsabile Mario Del Grosso, come costola televisiva della preesistente Radio Antenna Benevento International, negli anni novanta espande la sua area di copertura, raggiungendo, oltre che Benevento città tutto il Sannio e l'Irpinia, anche grazie all'attivazione di un impianto su Montevergine.
TV7 è stata tra le prime emittenti campane a testare la tecnologia digitale terrestre, avviando le sperimentazioni notturne già nel 2004, tuttavia è solo a partire dal dicembre 2009, a seguito del passaggio di tutta la Campania alla tecnica di trasmissione in digitale, che il Ministero delle Comunicazioni autorizza l'emittente ad operare un proprio multiplex digitale sulla frequenza UHF 68 per le province di Avellino e Benevento.
Nell'aprile 2012, TV7 Benevento stringe un accordo con l'operatore Julie Italia per trasmettere anche a Napoli e nelle altre province campane. All'interno del multiplex di TV7 Benevento vengono quindi inseriti i canali Julie Italia, Telelibera 63 e TeleTorre, mentre nei mux Julie compaiono TV7 e TV7+ News. In questo modo i canali del gruppo TV7 raggiungono una diffusione regionale; successivamente si trasferisce nel mux di Canale 9. Attualmente TV7 è presente nel mux di Canale 21 (UHF 35).
TV7 Benevento è una delle pochissime emittenti locali a non aver mai cambiato editore e gruppo di collaboratori dalla sua fondazione a oggi.